# Naja sagittifera
Naja sagittifera este o specie de șerpi din genul Naja, familia Elapidae, descrisă de Wall 1913. Conform Catalogue of Life specia Naja sagittifera nu are subspecii cunoscute.